# Tommaso Gallo
Tommaso Gallo, chiamato anche Tommaso di Vercelli o Tommaso di San Vittore, (1200 circa – 1246) è stato un filosofo francese.
È noto per i suoi commenti sullo Pseudo-Dionigi e le sue idee sulla teologia affettiva. I suoi elaborati schemi mistici influenzarono Bonaventura e La nube della non-conoscenza e fornirono inoltre a Meister Eckhart, come sottolinea Vladimir Lossky, la mediazione rispetto all'esegesi biblica dei Nomi Divini dello pseudo-Dionigi Areopagita cui deve in parte la trattazione dell'apofatismo per cui è noto.

## Biografia
Nato in Francia nel tardo XII secolo, Tommaso Gallo divenne canonico regolare di San Vittore a Parigi, dove insegnò teologia fin dal 1207. Nel 1219 partì da Parigi e andò a Vercelli insieme a due compagni, per fondarvi un nuovo monastero. Questo monastero fu istituito su iniziativa del cardinale Guala Bicchieri, ex legato pontificio in Inghilterra e Francia. Bicchieri era originario di Vercelli e desiderava fondare un monastero e un ospedale nella sua città natale.
Alla fine del 1225 o all'inizio del 1226, Tommaso fu nominato abate del nuovo monastero. Come abate, si dedicò non solo ai compiti amministrativi quotidiani del monastero, ma anche a comporre vari commentari ai libri della Bibbia (un commentario ad Isaia e tre commenti al Cantico dei cantici) e agli scritti dello Pseudo-Dionigi. Intrattenne una stretta relazione con il nascente ordine francescano; i francescani trasferirono il loro Studium Generale da Padova a Vercelli intorno al 1228. Conosceva personalmente Sant'Antonio da Padova. Gallo conosceva anche Roberto Grossatesta che potrebbe avere incontrato nel 1238 quando visitò l'Inghilterra per assicurarsi un beneficio associato alla chiesa di Sant'Andrea a Chesterton. Gallo e Grossatesta si scambiarono alcuni scritti attraverso un discepolo di Grossatesta, il francescano Adam Marsh. Quando scoppiò la guerra tra i guelfi di Vercelli e i ghibellini della vicina città di Ivrea, Gallo fu costretto a fuggire da Vercelli nel 1243 e a rifugiarsi a Ivrea dopo che molte accuse gravi furono fatte contro di lui dai sostenitori del Papa. Alcuni documenti suggeriscono tuttavia che sia riuscito a tornare a Vercelli prima della sua morte nel 1246.
Un monumento funerario a Gallo è oggi visibile nella chiesa di Sant'Andrea a Vercelli.

## Pensiero
Gallo scrisse molte opere tra il 1218 circa e la sua morte.
L'interpretazione data da Tommaso Gallo alle opere dello pseudo-Dionigi viene considerata una delle due tradizioni interpretative del Corpus Dionysianum emerse nel tredicesimo secolo: il "Dionisismo speculativo" sviluppato dal domenicano Alberto Magno e il "Dionisismo affettivo" che ricevette una prima formulazione sistematica nell'interpretazione data da Gallo allo pseudo-Dionigi, ed esercitò una grande influenza sulla successiva letteratura mistica in lingua volgare. Nel dibattito allora ordine del giorno sul rapporto tra amore e conoscenza nella teologia mistica, Gallo sosteneva che l'affettività tende ad escludere (piuttosto che semplicemente sussumere) la conoscenza umana nelle tappe più alte dell'itinerario mistico.

## Opere

### Commentari allo Pseudo Dionigi
- 1224: Glose super angelica ierarchia (Glosse sulla Gerarchia Celeste).[4]
- Prima del 1233: glosse su tutte e quattro le opere di Dionigi e su due delle dieci lettere, realizzate usando la traduzione latina di Dionigi di Johannes Sarracenus. Includeva un commento alla Teologia mistica noto come Exposition, Expositio o Exposicio.[5]
- 1238: L'Extractio, una traduzione e parafrasi dei quattro grandi trattati dello Pseudo-Dionigi e della sua Lettera a Tito. Gallo riscrive le traduzioni fatte fatte da Eriugena e Johannes Sarracenus con uno stile semplice (stilo communi), talvolta riassume e vi aggiunge brevi parafrasi, con l'intento di renderle comprensibili a un pubblico più vasto.
- 1241-1244: L'Explanatio (o Explanacio) delle opere dello Pseudo-Dionisio è il magnum opus di Gallo. È un commento completo all'intero Corpus Dionysiacum, contenente abbondanti riferimenti alle Scritture e riferimenti incrociati ad altri passaggi del Corpus.
- 1244-46: Spectacula contemplationis, un trattato sulla contemplazione.[6]
- 1244-46(?): Qualiter vita prelatorum conformari debet vite angelice (Come la vita dei Prelati dovrebbe conformarsi alla vita angelica), un sermone che mira a incoraggiare gli ecclesiastici ad adottare le caratteristiche e le funzioni dei nove ordini di angeli come modello per il loro ministero.[7]
- Super mentem exsultemus: una sequenza poetica sugli angeli, probabilmente scritta da Gallo; Gallo ha sicuramente scritto un commento (perduto) su questa sequenza (data sconosciuta).

### Commentari biblici
- Concordanza biblica, che Gallus chiama Concordantie nostre (data sconosciuta).
- 1218: Commento su Isaia (Vidi Dominum sedentem), o più probabilmente solo su una parte di Isaia. Ci è pervenuto solo un frammento di questo commentario.[8]
- ca. 1224: Primo commento sul Cantico dei Cantici, oggi perduto.
- 1237/38: Secondo commento sul Cantico dei Cantici, che analizza Ct, 1,1-5,8[9].[10]
- 1243: Terzo Commento al Cantico dei Cantici, un più ampio commento su tutto il libro.[11]
- Sermone sulla Pentecoste (Iam advenerat dies tertius), oggi perduto.